# 로버트 W. 스미스
로버트 W. 스미스(Robert W. Smith, 본명: 로버트 윌리엄 스미스, Robert William Smith, 1958년 10월 24일 ~ 2023년 9월 21일)는 미국의 작곡가, 편곡가, 교사였다.

## 생애
로버트 윌리엄 스미스는 1958년 10월 24일 앨라배마주 데일빌에서 태어났다. 그는 트로이 주립 대학교에 다녔고, 그곳에서 사운드 오브 더 사우스 마칭 밴드에서 리드 트럼펫을 연주했다. 트로이에 있는 동안 그는 폴 요더로부터 작곡을 공부했다.
1997년 스미스는 트로이 주립 대학교에서 밴드 디렉터가 되었고, 4년 동안 재직했다. 2001년 그는 워너 브라더스 퍼블리케이션에 고용되었다. 워너에서 그의 직책은 그를 전 세계로 데려갔고, 많은 앙상블에서 게스트 지휘자와 임상가로 활동했다. 스미스의 워너 브라더스에서의 경력은 2005년 알프레드 뮤직 퍼블리싱에 인수될 때까지 계속되었다.
그의 앨범 Don Quixote는 제8회 인디펜던트 뮤직 어워드 컨템포러리 클래식 앨범(Independent Music Awards Contemporary Classical Album) 부문에 노미네이트되었다.
스미스는 트로이 대학교의 음악 산업 프로그램 코디네이터였으며 C. L. 반하우스 컴퍼니와 워킹 프로그 레코드(Walking Frog Records)의 제품 개발 부사장이기도 했다.
2023년 9월 21일 앨라배마주 몽고메리에서 심장 수술 후 합병증으로 사망했다.